# Arthropteris palisotii
Arthropteris palisotii är en spjutbräkenväxtart som först beskrevs av Nicaise Augustin Desvaux, och fick sitt nu gällande namn av Arthur Hugh Garfit Alston. Arthropteris palisotii ingår i släktet Arthropteris och familjen Nephrolepidaceae. Inga underarter finns listade.

## Bildgalleri

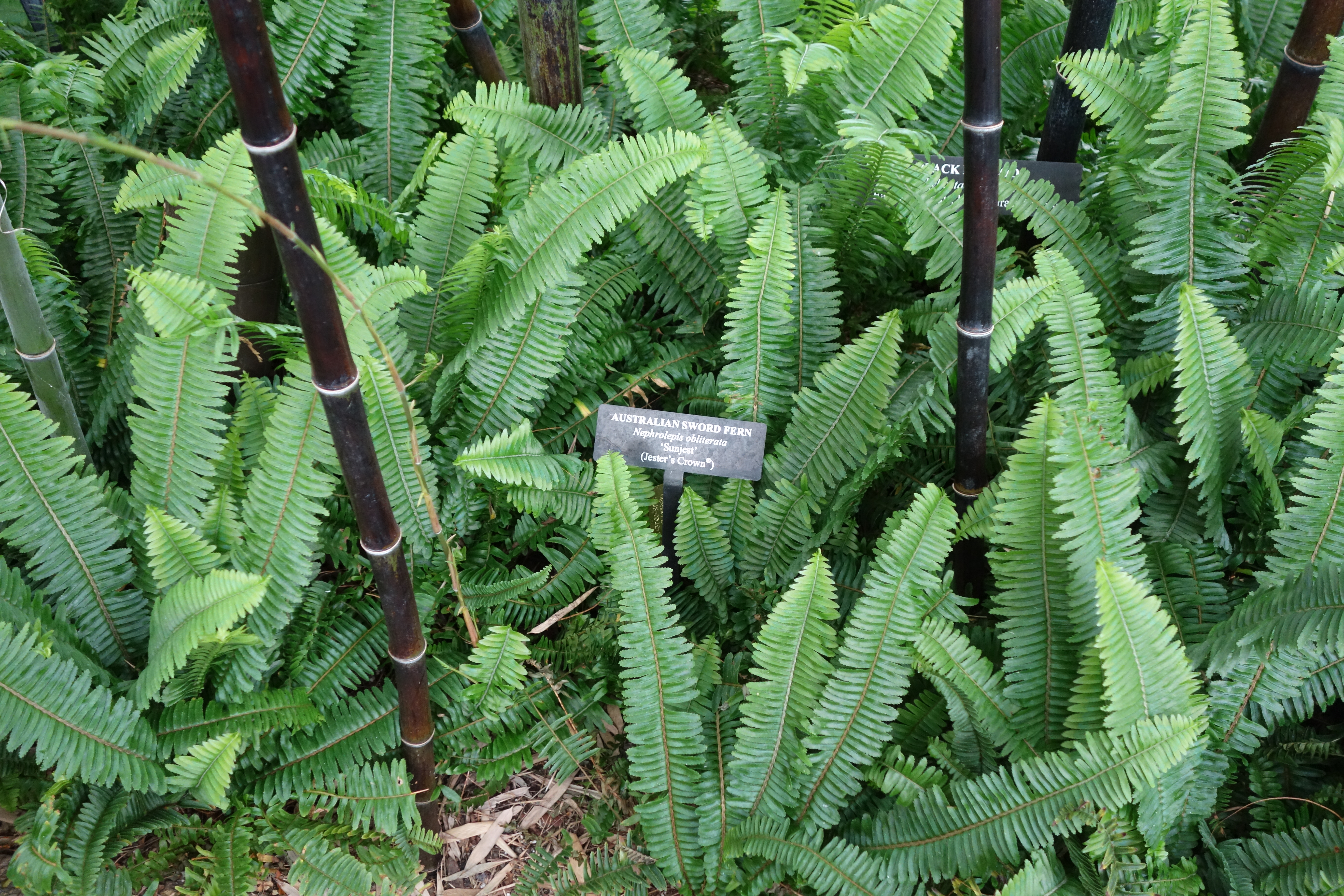